# On the Sunday of Life
Az On The Sunday Of Life a Porcupine Tree első albuma. Nagyrészt Steven Wilson korai számainak a gyűjteménye, melyek korábban csak két kazettán, Tarquin's Seaweed Farm és The Nostalgia Factory címek alatt terjedtek.

## Dalok
1. Music for the Head (2.42)
2. Jupiter Island (6.12)
3. Third Eye Surfer (2.50)
4. On the Sunday of Life… (2.07)
5. The Nostalgia Factory (7.28)
6. Space Transmission (2.59)
7. Message from a Self-Destructing Turnip (0.27)
8. Radioactive Toy (10.00)
9. Nine Cats (3.53)
10. Hymn (1.14)
11. Footprints (5.56)
12. Linton Samuel Dawson (3.04)
13. And the Swallows Dance Above the Sun (4.05)
14. Queen Quotes Crowley (3.48)
15. No Luck with Rabbits (0.46)
16. Begonia Seduction Scene (2.14)
17. This Long Silence (5.05)
18. It Will Rain for a Million Years (10.51)

## Külső hivatkozások
- Dalszövegek Archiválva 2017. október 9-i dátummal a Wayback Machine-ben